# Gymnasium Melle
Das Gymnasium Melle ist ein allgemeinbildendes Gymnasium. Es liegt im Stadtzentrum von Melle in der Nähe des Grönenberg-Parks und wurde 1948 gegründet. Eine Zweigstelle befand sich in der Wallgarten-Schule.
In seinem Leitbild versteht sich das Meller Gymnasium als Gemeinschaft der Lernenden, ihrer Erziehungsberechtigten, der Lehrkräfte und Mitarbeiter. Besondere Projekte sind der Schüleraustausch mit Gymnasien in Großbritannien (Birmingham, Etwall), den Niederlanden (Gemert) und Frankreich (Melle (Deux-Sèvres)), für UNICEF sowie Kooperationen mit dem Osnabrücker Symphonieorchester, dem Osnabrücker Jugendsymphonieorchester (OSJSO) und der Kirchenmusik an der St. Matthäuskirche in Melle.

## Geschichte und Profil

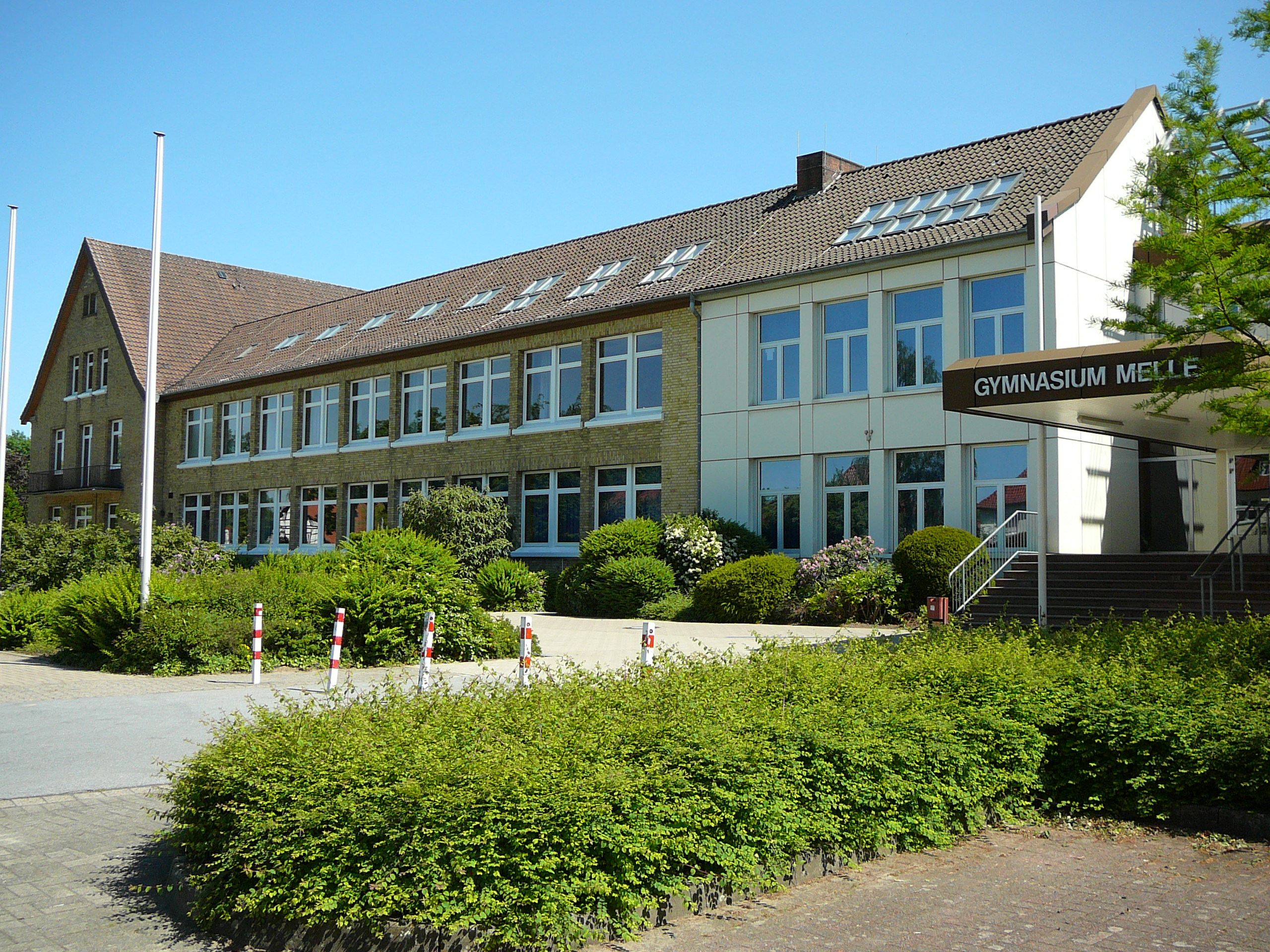
Das Gymnasium

Aufgrund des starken Bevölkerungsanstiegs in Melle nach dem Zweiten Weltkrieg entstand der Wunsch nach einem eigenen Gymnasium. Waren bis dahin Gymnasiasten häufig zum 25 Kilometer entfernten Carolinum nach Osnabrück gefahren, setzte sich der Meller Bürgermeister und Ratsvorsitzende Johann Uttinger für eine Neugründung, die 1948 erfolgte, ein. Die Schule war zunächst in dem Gebäude der Grönenburg, der späteren Jugendherberge, untergebracht.
An der Grönenberger Straße entstand ab 1954 ein Schulneubau, in den das Gymnasium 1956 umzog. Das Grundstück dafür, es war Teil des Gutes Rabingen, hatte Hermann Meyer-Rabingen (von 1952 bis 1956 Meller Bürgermeister) zur Verfügung gestellt. Nach kurzer Zeit reichten die Räumlichkeiten nicht mehr aus, sodass 1965 ein Erweiterungsbau notwendig wurde. Auch hierzu stellte das Gut Rabingen Flächen zur Verfügung. Waren es beim Einzug in das neue Gebäude 1956 noch 423 Schülerinnen und Schüler in 15 Klassen, erreichte die Zahl Ende der 1960er Jahre bereits etwa 650 Personen, verteilt auf 25 Klassen, die von 26 vollbeschäftigten Lehrkräften und 11 Hilfskräften unterrichtet wurden.
In den 1970er Jahren zog aus Platzgründen ein Teil der Mittelstufe in den Neubau der Ratsschule Melle (Realschule) um. Erweiterungen entstanden zudem 1986 mit dem Anbau der Naturwissenschaften, eines neuen Musiksaales, in dem die Schulchöre und das Schulorchester ausreichend Platz fanden sowie 2002 weiterer Fach- und Klassenräume.
Etwa 98 Prozent der Schüler erreichen den Sekundarabschluss I. Eine größere Zahl Interessierter aus der Realschule Melle besucht ab Klasse 11 die gymnasiale Oberstufe. Bei den Abgängen in andere Schulformen beträgt die Quote etwa 4 Prozent. Auffällig ist eine konstant höhere Zahl von Abgängen nach dem 10. Schuljahr. Die Schule erklärt dies mit einem Wechsel in die Sekundarstufe II von Schulen des benachbarten Bundeslandes Nordrhein-Westfalen.
Besonders Profil zeigt das Gymnasium Melle bei der Entwicklung und Umsetzung von Konzepten zum Bildungsauftrag des Niedersächsischen Schulgesetzes. Einladungen von Politikern, Organisationen und Verbänden in den Unterricht und Besuche von Schülergruppen in deutschen Parlamenten leisten einen Erziehungsbeitrag zur staatsbürgerlichen Verantwortung. Interkulturelle Bildung vermittelt das Gymnasium Melle durch Schulpartnerschaften, Schüleraustauschprogrammen und der Zusammenarbeit mit dem deutsch-türkischen Arbeitskreis der Stadt. Mit einer Schule in Melles Partnerstadt Niğde in der Türkei unterhält das Gymnasium eine regelmäßige Kommunikation. Seit 1970 engagiert sich das Meller Gymnasium für UNICEF. Die Schule zeigt so ein Profil zu einer ganzheitlichen Werteerziehung. Infolge der strukturellen Grundlagenarbeit von StD Rolf Lieske setzt die Schule Schwerpunkte im Bereich der musisch kulturellen Bildung mit Vernetzungen zu örtlichen Instanzen sowie zum Symphonieorchester nach Osnabrück.
Bereits in der Gründungsphase entstand der Verein der Freunde des Gymnasiums Melle. Sein Zweck ist die ideelle und materielle Unterstützung zur Förderung der Erziehung und Bildung, indem er für die Beschaffung und Bereitstellung von Lehrmitteln, Musikinstrumenten und Gerätschaften sorgt, soweit dafür öffentliche Mittel nicht ausreichend zur Verfügung stehen.
Heute umfasst das Gymnasium Melle etwa 1400 Schüler und 91 Lehrkräfte. Der Unterricht findet in 47 Klassen- und 17 Fachräumen statt.

## Personen

### Direktoren
- Oberbeckmann (13. April 1948 bis 14. November 1949)
- Scharr (15. November 1949 bis 30. September 1955)
- Heinrich Janssen (1. Oktober 1955 bis Juli 1978)
- Claus Lanfermann (Juli 1978 bis 30. April 1986)
- Gerhardt Grader (kommissarisch von Mai 1986 bis Mai 1987)
- Ulrich Blankenfeldt (Mai 1987 bis 29. Januar 2005)
- Ludwig Woll (Februar 2005 bis 26. Januar 2017)[13]
- Ulrich Look (kommissarisch von Januar 2017 bis März 2017)
- William Pollmann (seit 21. März 2017)

### Bekannte Magister
- Heinrich E. Weber (1932–2020), Biologie, Musik
- Fritz-Gerd Mittelstädt (* 1948), Französisch, Geographie
- Karsten Mosebach (* 1969), Chemie, Erdkunde

### Bekannte Alumni
- Gisela Burkamp (* 1941), Kunsthistorikerin und Autorin
- Kai Ehlers (1944–2025), Journalist, Publizist, Schriftsteller
- Ulrich Schröder (1952–2018), Jurist, Bankmanager, Vorstandsvorsitzender der KfW Bankengruppe
- Dietmar Wischmeyer (* 1957), Rundfunk-Autor, Kolumnist und Satiriker u. a. bei Radio Bremen, Nordwestradio, RBB, ZDF-heute-show
- Christine Eichel (* 1959), Journalistin, Schriftstellerin, Leiterin des Kulturressorts des Magazins Focus
- Ludger Stühlmeyer (* 1961), Musikdirektor, Musikwissenschaftler und Komponist
- Heidrun Schleef (* 1962), Drehbuchautorin und Hochschullehrerin
- Andreas Herzig (* 1963), Leiter der Stabsstelle Medien des Erzbistums Hamburg, Kirche im NDR[14]
- Thomas Stühlmeyer (* 1964), Pastoraltheologe und Pfarrer im Bistum Osnabrück
- Tom Bartels (* 1965), Fußballmoderator zunächst beim WDR und RTL, später ARD
- Axel Bulthaupt (* 1966), Fernsehmoderator der ARD und des MDR
- Stefan Muhle (* 1974), Politiker (CDU)
- Thomas Uhlen (* 1985), Politiker (CDU)

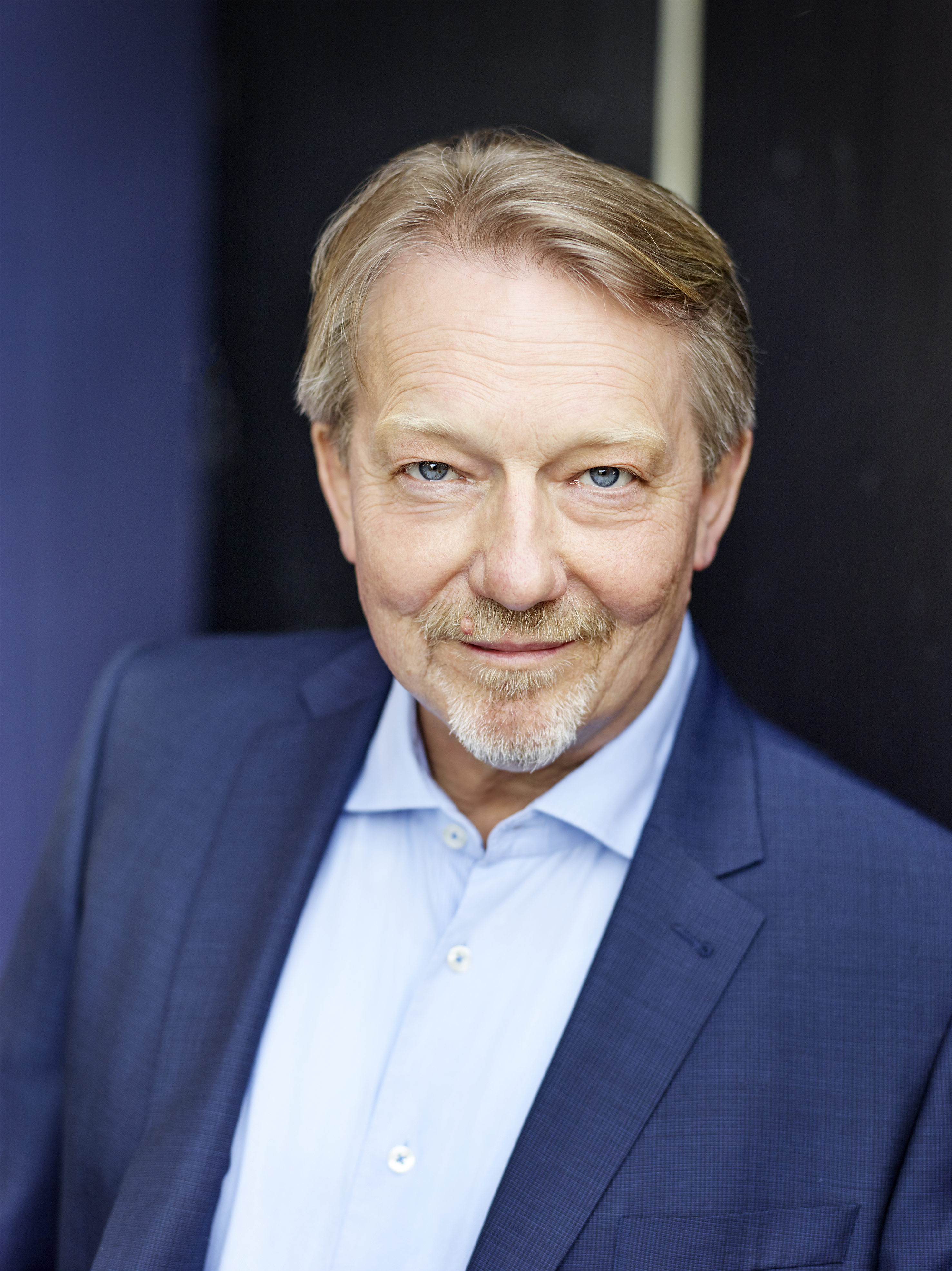
Dietmar Wischmeyer (2017)
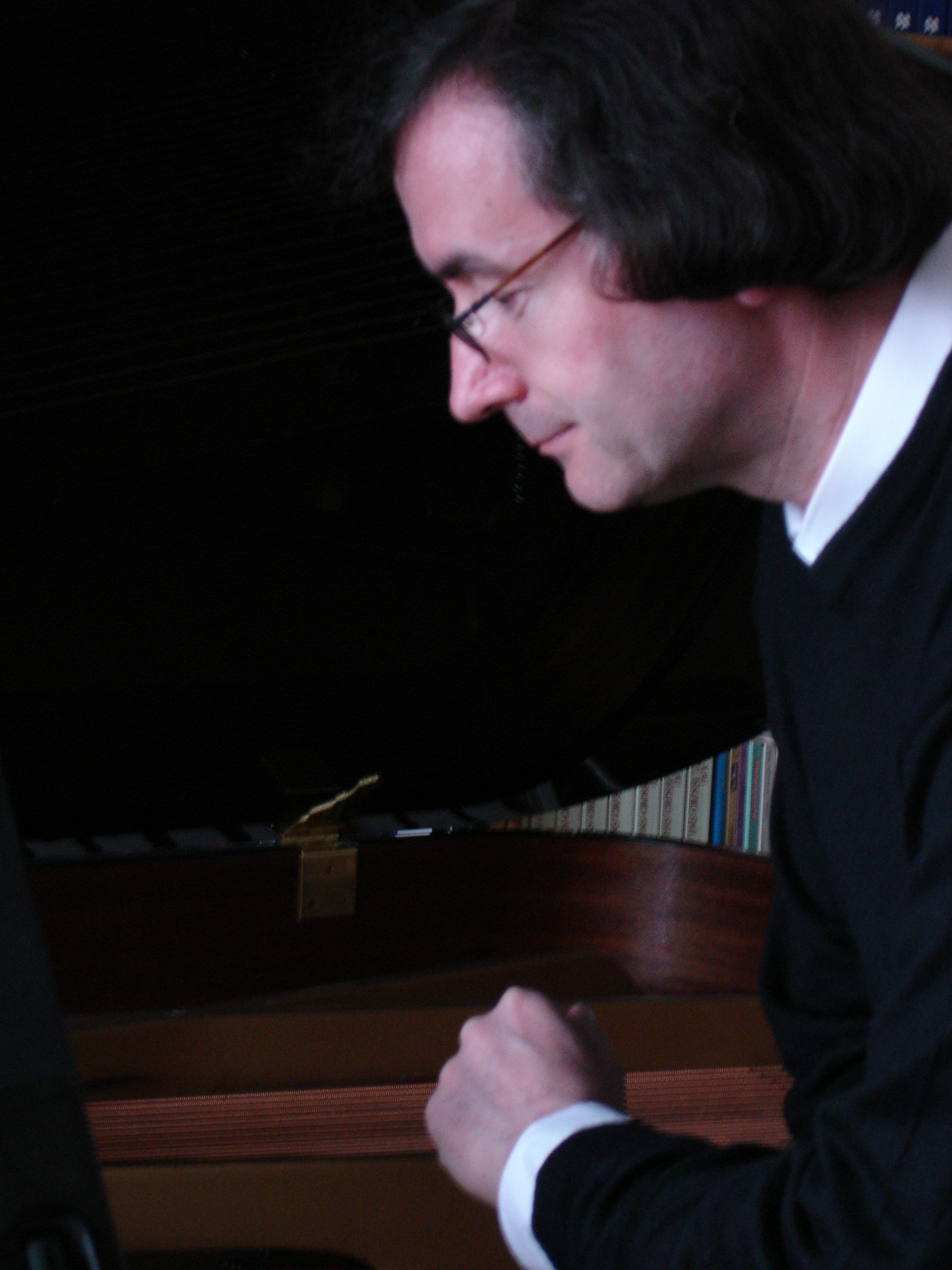
Ludger Stühlmeyer (2005)
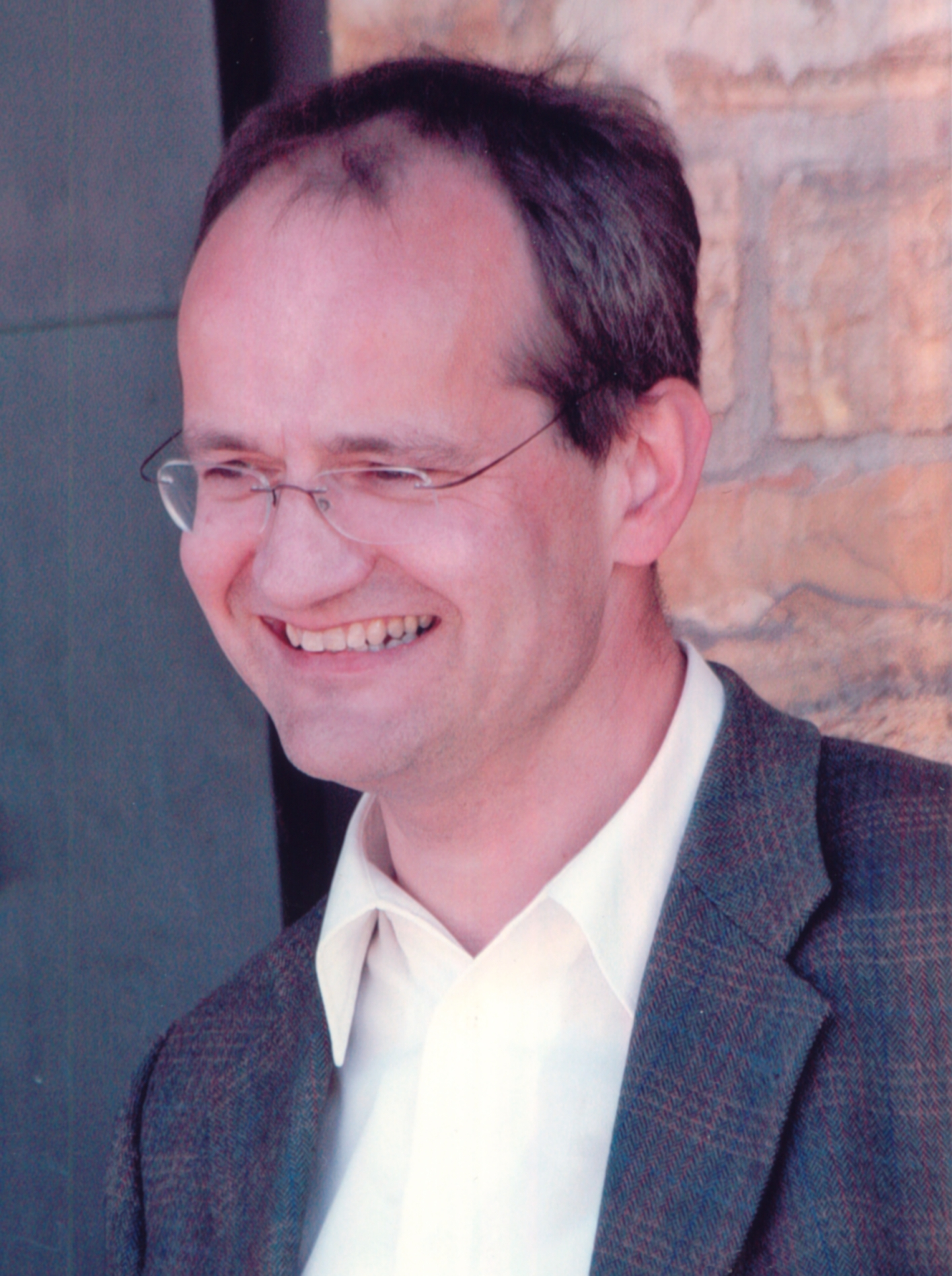
Thomas Stühlmeyer (2013)
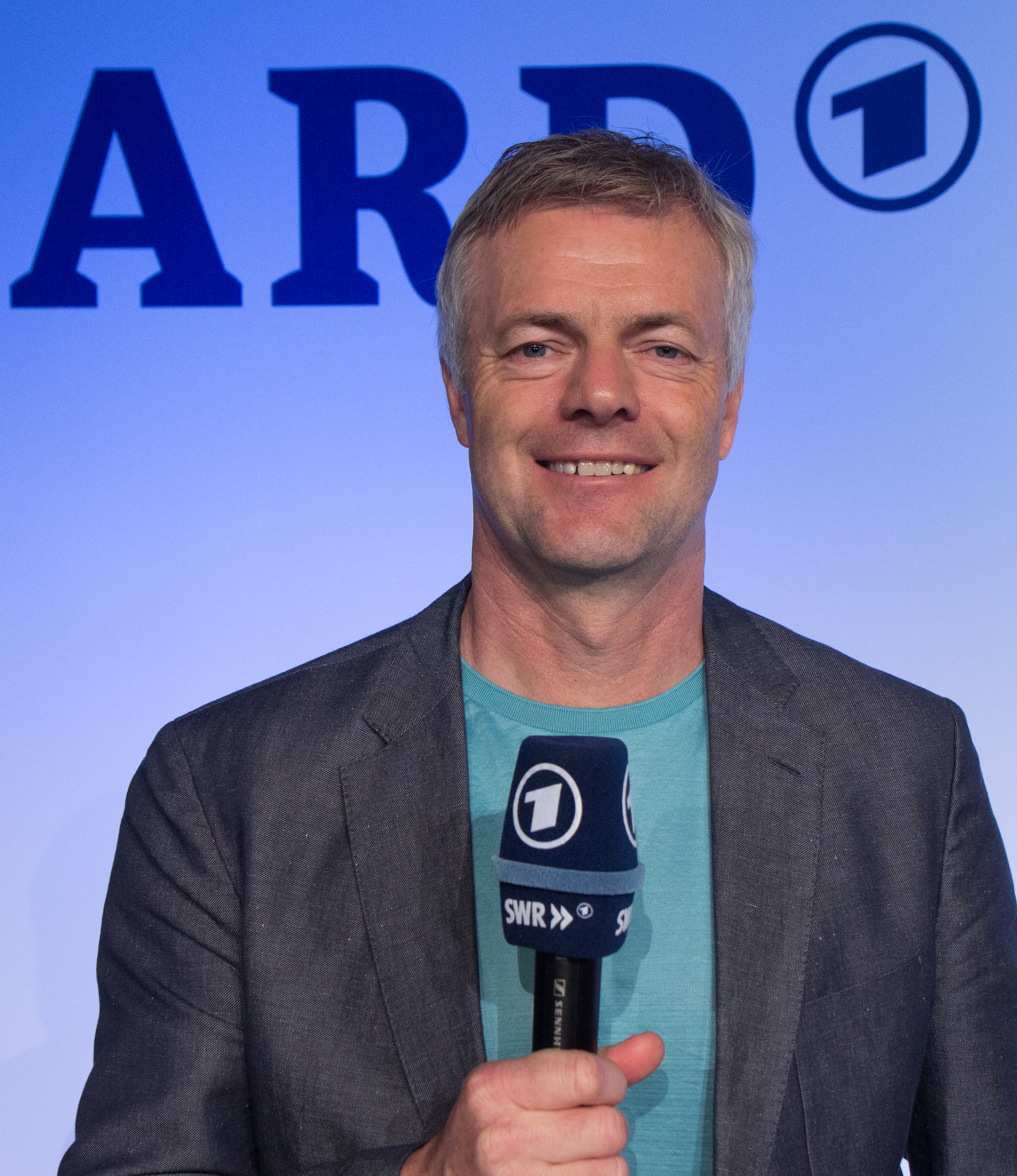
Tom Bartels (2018)
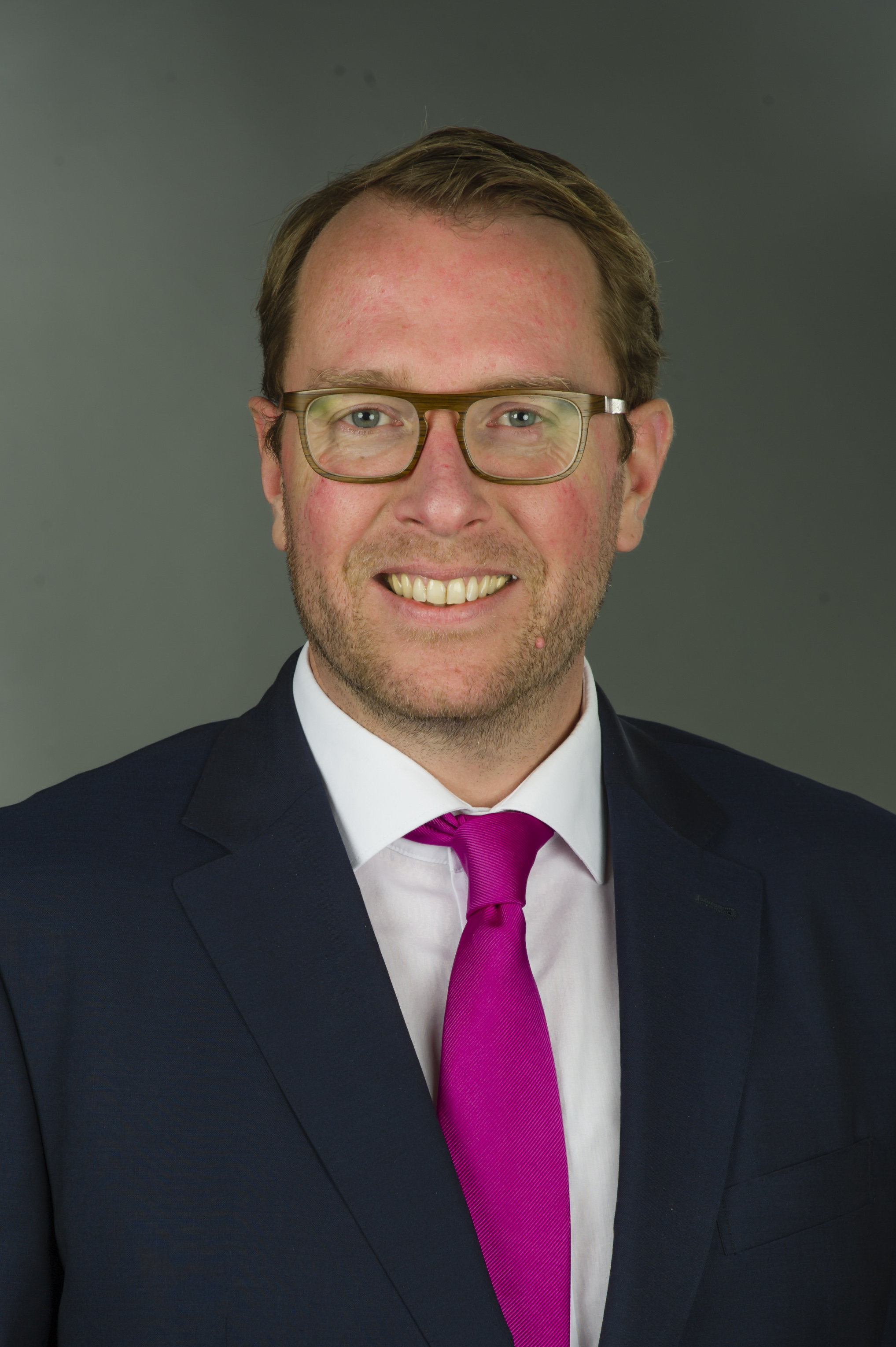
Stefan Muhle (2018)